# MacOS High Sierra
macOS High Sierra (versió 10.13.1) és la catorzena versió de macOS (anteriorment OS X), el sistema operatiu d'Apple per als seus ordinadors d'escriptori, portàtils i servidors Macintosh. És la segona versió del sistema operatiu després del canvi de denominació d'OS X a macOS.
Va ser anunciada el 5 de juny de 2017 durant la WWDC d'aquest any com a successor de macOS Sierra al costat de les noves versions dels altres tres sistemes operatius dels dispositius d'Apple: iOS 11 per iPhone i iPad, watchOS 4 per Apple Watch i tvOS 11 per Apple TV.

## Llançament
Després de la presentació del sistema operatiu el 5 de juny de 2017, Apple va llançar la primera versió beta per als desenvolupadors, anunciant a més que aquesta beta estaria disponible per al públic general al final del mes de juny. La versió definitiva va ser llançada a tots els usuaris el 23 d'octubre de 2017.

## Equips suportats
Tots els equips que tenen disponible macOS Sierra suporten aquesta nova versió, per tant, els dispositius amb l'actualització de High Sierra disponible són els següents:
| Producte    | Models                       |
| ----------- | ---------------------------- |
| iMac        | Finals de 2009 o més recent  |
| MacBook     | Finals de 2009 o més recent  |
| MacBook Pro | Mitjans de 2010 o més recent |
| MacBook Air | Finals de 2010 o més recent  |
| Mac mini    | Mitjans de 2010 o més recent |
| Mac Pro     | Mitjans de 2010 o més recent |

## Novetats de l'actualització
Les principals novetats que va portar la nova actualització del sistema operatiu macOS, macOS High Sierra són les següents:
- La comprovació del firmware del Mac setmanalment en busca de riscos de seguretat.
- El nou format de compressió de vídeo HEVC, que té la funció de reduir a la meitat l'espai d'emmagatzematge de la biblioteca d'arxius i posar el Mac a punt per a la reproducció del vídeo en 4K.
- La introducció de Metal 2, un nou motor gràfic que optimitza el Mac per operacions gràfiques i d'aprenentatge automàtic.
- El desenvolupament del contingut en realitat virtual.
- Noves utilitats per l'aplicació Fotos: més possibilitats d'edició i organització, la barra lateral millorada, la possibilitat d'editar Live Photos, noves Memòries i millora en la funció Cares.
- Millores en el navegador Safari: velocitat de càrrega molt ràpida, bloqueig d'anuncis, insonorització de pestanyes, integració del mode lectura i funcionament amb menys bateria.
- Siri utilitza una veu més natural en alguns idiomes, i el seu motor de recomanacions amb Apple Music s'ha retocat.
- Spotlight permet buscar informació sobre vols mitjançant el seu codi.
- FaceTime permet capturar un moment de la trucada en forma de Live Photo.
- L'aplicació Notes es veu millorada en seu disseny.
- Mail busca els resultats de forma optimitzada.
- iCloud permet compartir espai d'emmagatzematge de pagament dins de l'opció dels membres En Família que ofereix Apple.[2]

## Versions
| Versió  | Build   | Data                   | Nom del Sistema Operatiu | Informació                      | Descàrrega |
| ------- | ------- | ---------------------- | ------------------------ | ------------------------------- | ---------- |
| 10.13.1 | 17B46a  | 26 d'octubre de 2017   | macOS High Sierra        | Versió Beta 5 pública.          | Apple      |
| 10.13   | 17A362a | 14 de setembre de 2017 | macOS High Sierra        | Última versió estable coneguda. | 17B46a     |